# Serendipity (piosenka BTS)
„Serendipity” – piosenka południowokoreańskiego zespołu BTS, wykonana jako solówka przez Jimina. Pierwotnie została wydana cyfrowo jako piosenka wprowadzająca na płycie Love Yourself: Her (8 września 2017 roku), a pełna wersja utworu ukazała się 24 sierpnia 2018 roku na płycie Love Yourself: Answer.

## Tło, wydanie i promocja
Ray Michael Djan Jr i Ashton Foster skoncentrowali się na stworzeniu mocnej melodii do piosenki, ponieważ zazwyczaj teksty są tłumaczone z angielskiego na koreański. Teledysk do skróconej wersji piosenki został wydany 4 września 2017 roku jako zwiastun comebacku, zapowiadający płytę Love Yourself: Her. Po wydaniu zwiastuna słowa „Jimin” i „Serendipity” stały się popularne na całym świecie. Podczas transmisji V Live RM ujawnił, że celem Jimina w tej piosence było wykazanie się jako wokalista, w wyniku czego przyszedł do niego po radę. RM pokazał także fragment piosenki we własnym wykonaniu. Kiedy teledysk został wydany, zdobył ponad siedem milionów wyświetleń i milion polubień w ciągu 24 godzin.
Piosenka była promowana na 2018 KBS Song Festival w grudniu 2018 roku.

## Teledysk
Teledysk został wyreżyserowany przez Choi Yong-seoka i Lee Won-ju z Lumpens, z choreografią stworzoną przez Briana Pusposa, który pracował z zespołem wcześniej przy poprzednich układach tanecznych m.in. do „Butterfly”. Innym kluczowym personelem był Nam Hyun-woo z GDW, który był reżyserem obrazu, Shin Seung-hoon, który był oświetleniowcem, Park Jin-sil z MU:E, który pełnił funkcję dyrektora artystycznego, i Seo Seun-geok, który zajmował się efektami specjalnymi.

## Odbiór
Piosenka „Serendipity” spotkała się z uznaniem IZM: Kim Do-heon stwierdził, że utwór ma w sobie coś ze snu, rozwikłuje radość, przekonanie i ciekawość miłości. Chester Chin ze star2 stwierdził, że piosenka była „delikatną i zmysłową balladą [i] znakomitym pokazem dojrzałości grupy”. Wersja intro utworu sprzedała się w liczbie 114 128 kopii cyfrowych w Korei Południowej, przy czym pełna wersja uplasowała się na 29. pozycji w sprzedaży cyfrowej w Stanach Zjednoczonych i sprzedała się w liczbie ponad 10 tys. egzemplarzy. W Kanadzie pełna wersja piosenki zajęła 39. pozycję listy najlepiej sprzedających się utworów po wydaniu i była ósmym bestsellerem na świecie.

## Lista utworów
| Utwór | Utwór                               | Utwór                                                               | Utwór       | Utwór   |
| Nr    | Tytuł utworu                        | Słowa i muzyka                                                      | Produkcja   | Długość |
| ----- | ----------------------------------- | ------------------------------------------------------------------- | ----------- | ------- |
| 1.    | „Serendipity” (full length edition) | "hitman" bang, Ashton Foster, Ray Michael Djan Jr., RM, Slow Rabbit | Slow Rabbit | 4:37    |

## Notowania
| Lista (2017)                          | Najwyższa pozycja |
| ------------------------------------- | ----------------- |
| New Zealand Heatseaker (RMNZ)         | 8                 |
| Korea Południowa (Gaon Digital Chart) | 18                |
| Korea Południowa (K-pop Hot 100)      | 7                 |
| US Billboard (Digital Song Sales)     | 2                 |

| Lista (2018)                                   | Najwyższa pozycja |
| ---------------------------------------------- | ----------------- |
| SNEP (Downloaded Singles)                      | 93                |
| Węgry (Single (track) Top 40 lista)            | 19                |
| Korea Południowa (Gaon Digital Chart)          | 77                |
| Korea Południowa (K-pop Hot 100)               | 9                 |
| Szkocja (OCC, Singles Sales Chart Top 100)     | 78                |
| Wielka Brytania (OCC, Downloads Chart Top 100) | 64                |
| US Billboard (Digital Song Sales)              | 8                 |